# Johannes Stael
Johannes Stael ('s-Gravenhage, 1692 - Amsterdam, 3 juli 1764) was advocaat voor het Hof van Holland (beëdigd: 16 december 1706) en was Pensionaris van Amsterdam. Hij was gehuwd met Geertruid van Neck. 